# Dendrophyllia carleenae
Dendrophyllia carleenae är en korallart som beskrevs av Nemenzo 1982. Dendrophyllia carleenae ingår i släktet Dendrophyllia och familjen Dendrophylliidae. Inga underarter finns listade i Catalogue of Life.